# My Home Hero
My Home Hero (マイホームヒーロー, Mai Hōmu Hīrō) est un manga écrit par Naoki Yamakawa et illustré par Masashi Asaki. La série est publiée au Japon entre le 29 mai 2017 et le 29 juillet 2024 par le magazine Weekly Young Magazine de l'éditeur Kodansha, qui publie la série sous format tankōbon depuis le 6 septembre 2017. La version française est publiée par Kurokawa depuis le 10 janvier 2019.
Une adaptation en anime produite par Tezuka Productions est diffusée d'avril 2023 à juin 2023.

## Synopsis
Tetsuo Tosu, quadragénaire commercial, découvre que sa fille Reika a des traces de coups sur le visage. En enquêtant, il apprend que c'est l'œuvre de son petit ami, un dangereux yakuza. Pour protéger sa famille, Tetsuo décide d'éliminer celui-ci en utilisant ses connaissances d'écrivain amateur de romans policiers. Mais ce n'est que le début de ses problèmes...

## Personnages
Tetsuo Tosu (鳥栖 哲雄, Tosu Tetsu)
Voix japonaise : Junichi Suwabe
Tetsuo a 47 ans et est commercial chez un fabricant de jouets. Il est passionné par l'écriture et publie des romans policiers sur des sites spécialisés. Son nom de naissance est Naeba, après son mariage, il prit le nom de sa femme Kasen : Tosu. Il a une fille du nom de Reika qu'il veut protéger à tout prix. En s’apercevant que sa fille se fait frapper par son petit ami, il décide de prendre des mesures radicales basculant sa vie.
Kasen Tosu (鳥栖 歌仙, Tosu Kasen)
Voix japonaise : Sayaka Ohara
Kasen est la femme de Tetsuo. Elle a 41 ans et est femme au foyer. Quand elle va s’apercevoir que son mari a commis un meurtre pour protéger leur fille, elle décide sans hésiter de l'aider. Elle est la fille d'un riche marchand de kimonos et elle a décidé de rompre avec sa famille pour pouvoir se marier avec Tetsuo.
Reika Tosu (鳥栖 歌仙, Tosu Reika)
Voix japonaise : Chihiro Shirata
Fille de Kasen et Tetsuo. Après avoir atteint ses 18 ans et son arrivée à l'université, elle commence à vivre seule. Elle va avoir son premier petit-ami du nom de Nobuto sans savoir que ce dernier est un yakuza. Celui-ci est violent avec elle et c'est son père qui va faire son maximum pour la protéger sans qu'elle s'en aperçoive.
Kyōichi Majima (間島 恭一, Majima Kyōichi)
Voix japonaise : Kent Itō (ja)
Kyōichi est un jeune de 20 ans faisant partie de la même organisation criminelle que Nobuto, le petit ami de Reika. Quand Nobuto disparaît, c'est Kyōichi qui est chargée de le retrouver et va très vite suspecter Tetsuo de l'avoir tué.
Mr Kubo (窪, Kubo)
Voix japonaise : Akio Ōtsuka
Chef impitoyable de l'organisation criminelle dont sont membres Kyōichi et Nobuto. Quand ce dernier disparaît et étant donné qu'il est le fils de Yoshitatsu Matori, un important avocat pour l'organisation, il doit utiliser tous les moyens possibles pour le retrouver.
Yoshitatsu Matori (麻取 義辰, Matori Yoshitatsu)
Voix japonaise : Shin'ichirō Miki
Il s'agit d'un avocat véreux travaillant avec Mr Kubo et est respecté et craint par ce dernier. Grâce à ses escroqueries, il a augmenté les revenus de l'organisation. Quand il apprend la disparition de son fils, Nobuto Matori, il utilise sa position dans l'organisation pour ordonner Kubo et ses hommes d'enquêter dessus.
Nobuto Matori (麻取 延人, Matori Nobuto)
Voix japonaise : Keita Tada (ja)
Jeune de 20 ans et petit ami de Reika, il est en réalité membre d'une organisation criminelle et se révèle violant avec sa copine. Quand le père de cette dernière s'en aperçoit,  il décide de se débarrasser de lui.
Hibiki (響)
Voix japonaise : Rumi Ōkubo (ja)
Hôtesse, elle était l'amante de Nobuto depuis sa rencontre avec lui il y a un an.
Shino (志野)
Voix japonaise : Koichi Yamadera
Takeda (竹田)
Voix japonaise : Katsuhiro Tokuichi
Bin Tabata (田端 敏, Tabata Bin)
Voix japonaise : Mitsuhiro SAKAMAKI (ja)

## Manga
My Home Hero est publié au Japon du 29 mai 2017 dans le magazine Weekly Young Magazine et s'est terminé le 29 juillet 2024 . L'éditeur Kodansha publie la série sous format tankōbon à partir du 6 septembre 2017,. Le 4 octobre 2024, 26 volumes ont été publiés.
La version française est publiée par Kurokawa à partir du 10 janvier 2019.

### Liste des volumes
| no | Japonais         | Japonais          | Français          | Français          |
| no | Date de sortie   | ISBN              | Date de sortie    | ISBN              |
| --- | ---------------- | ----------------- | ----------------- | ----------------- |
| 1 | 6 septembre 2017 | 978-4-06-510139-1 | 10 janvier 2019   | 978-2-36-852673-6 |
| Liste des chapitres : - Chapitre 1 : Première rencontre avec le copain de ma fille - Chapitre 2 : Ma femme, premier témoin du crime - Chapitre 3 : À partir d'aujourd'hui, je suis un criminel - Chapitre 4 : Sushis à volonté ! - Chapitre 5 : Des guetteurs ? - Chapitre 6 : Mise au vert - Chapitre 7 : Vingt ans de travail d'équipe                                                                                        |                  |                   |                   |                   |
| 2 | 6 décembre 2017  | 978-4-06-510543-6 | 14 mars 2019      | 978-2-36-852723-8 |
| Liste des chapitres : - Chapitre 8 : Une journée type - Chapitre 9 : Passage en force - Chapitre 10 : Le pouvoir des sens - Chapitre 11 : La bonne réponse - Chapitre 12 : Proposition de dernière minute - Chapitre 13 : Retour au quotidien - Chapitre 14 : La nana de Nobuto - Chapitre 15 : 10 millions ?! - Chapitre 16 : Le monde de la violence                                                                          |                  |                   |                   |                   |
| 3 | 6 mars 2018      | 978-4-06-511107-9 | 9 mai 2019        | 978-2-36-852738-2 |
| Liste des chapitres : - Chapitre 17 : Seconde fois - Chapitre 18 : Heureuse ? - Chapitre 19 : La question secrète - Chapitre 20 : Entre pères - Chapitre 21 : Revirement de situation - Chapitre 22 : Première tactique - Chapitre 23 : La terre - Chapitre 24 : L'hospitalité selon Kasen - Chapitre 25 : Plus qu'un jour |                  |                   |                   |                   |
| 4 | 6 juin 2018      | 978-4-06-511555-8 | 4 juillet 2019    | 978-2-36-852745-0 |
| Liste des chapitres : - Chapitre 26 : Entre mères - Chapitre 27 : La détermination de Reika - Chapitre 28 : La bonne décision - Chapitre 29 : Techniques de crochetage - Chapitre 30 : Lampe à ultraviolet - Chapitre 31 : Le fil de l'araignée - Chapitre 32 : Choix double - Chapitre 33 : Dernier Dîner - Chapitre 34 : Le jour du destin                                                                                    |                  |                   |                   |                   |
| 5 | 6 septembre 2018 | 978-4-06-512699-8 | 12 septembre 2019 | 978-2-36-852839-6 |
| Liste des chapitres : - Chapitre 35 : Notre famille à nous - Chapitre 36 : Un sac en papier - Chapitre 37 : Impossible ! - Chapitre 38 : Stratagème d'équipe - Chapitre 39 : Ma petite pierre à l'édifice - Chapitre 40 : Des marques sur le balcon - Chapitre 41 : Révélation - Chapitre 42 : Pères - Chapitre 43 : Coup de théâtre                                                                                            |                  |                   |                   |                   |
| 6 | 4 janvier 2019   | 978-4-06-514178-6 | 14 novembre 2019  | 978-2-36-852869-3 |
| Liste des chapitres : - Chapitre 44 : Duel frénétique - Chapitre 45 : La vie de Matori - Chapitre 46 : Le sens de la vie - Chapitre 47 : Mon crime - Chapitre 48 : Mon bonheur actuel - Chapitre 49 : Un succès dingue avec les hommes - Chapitre 50 : Un adulte honnête - Chapitre 51 : Le pire des cas |                  |                   |                   |                   |
| 7 | 5 avril 2019     | 978-4-06-515194-5 | 13 février 2020   | 978-2-36-852950-8 |
| Liste des chapitres : - Chapitre 52 : De potentiels petits amis - Chapitre 53 : Quel genre de personne est ton père ? - Chapitre 54 : Une nouvelle alliance - Chapitre 55 : En couple - Chapitre 56 : Le destin - Chapitre 57 : Ce qui s'est affiché - Chapitre 58 : Les derniers instants de mon ami - Chapitre 59 : Testament - Chapitre 60 : La stratégie de Kyōichi                                                         |                  |                   |                   |                   |
| 8 | 5 juillet 2019   | 978-4-06-516365-8 | 28 mai 2020       | 978-2-36-852951-5 |
| Liste des chapitres : - Chapitre 61 : Dans quel but ? - Chapitre 62 : Denjisō - Chapitre 63 : À la recherche de Shin - Chapitre 64 : Changement d'itinéraire - Chapitre 65 : Capable de tout - Chapitre 66 : Filature - Chapitre 67 : Reika ! - Chapitre 68 : Notre trésor - Chapitre 69 : Pacte de sang |                  |                   |                   |                   |
| 9 | 6 novembre 2019  | 978-4-06-517730-3 | 20 août 2020      | 978-2-36-852952-2 |
| Liste des chapitres : - Chapitre 70 : Un trésor de guerre - Chapitre 71 : Dîner en ville - Chapitre 72 : Un simple témoignage - Chapitre 73 : Quelques questions - Chapitre 74 : Cachotteries - Chapitre 75 : L'identité du cadavre - Chapitre 76 : Des méthodes contestables - Chapitre 77 : Avant l'arrestation - Chapitre 78 : Ogamimé                                                                                       |                  |                   |                   |                   |
| 10 | 6 février 2020   | 978-4-06-518478-3 | 10 décembre 2020  | 978-2-36-852953-9 |
| Liste des chapitres : - Chapitre 79 : Compte à rebours - Chapitre 80 : Deux services à demander - Chapitre 81 : La taupe - Chapitre 82 : Le véritable coupable - Chapitre 83 : Une rencontre fortuite - Chapitre 84 : Son village - Chapitre 85 : À la recherche de ce village - Chapitre 86 : Le monde extérieur - Chapitre 87 : Demande en mariage                                                                            |                  |                   |                   |                   |
| 11 | 5 juin 2020      | 978-4-06-519993-0 | 8 avril 2021      | 978-2-38-071123-3 |
| Liste des chapitres : - Chapitre 88 : Un bonheur impossible - Chapitre 89 : Les règles du village - Chapitre 90 : Le guide du spirituel - Chapitre 91 : La lecture des sûtras - Chapitre 92 : Mariage forcé - Chapitre 93 : Possession - Chapitre 94 : Pacte de sang - Chapitre 95 : Passons aux nouvelles - Chapitre 96 : Dis-le franchement                                                                                   |                  |                   |                   |                   |
| 12 | 4 septembre 2020 | 978-4-06-520690-4 | 19 août 2021      | 978-2-38-071124-0 |
| Liste des chapitres : - Chapitre 97 : La résolution de Reika - Chapitre 98 : Première rencontre avec les grands-parents - Chapitre 99 : Tsukuyomi Matsuda - Chapitre 100 : Arrivée au village - Chapitre 101 : Comment tout cela a commencé - Chapitre 102 : Le jour de l'anniversaire de ma mère - Chapitre 103 : Un nouveau serviteur - Chapitre 104 : La force de persuasion de Reika - Chapitre 105 : Une intrusion réussie |                  |                   |                   |                   |
| 13 | 5 février 2021   | 978-4-06-522303-1 | 9 décembre 2021   | 978-2-38-071125-7 |
| Liste des chapitres : - Chapitre 106 : C'est donc lui, Kubo - Chapitre 107 : Plus qu'un mètre - Chapitre 108 : Une horrible idée - Chapitre 109 : J'ai envie de vous pardonner - Chapitre 110 : Fin de la discussion - Chapitre 111 : Tetsuo se met en marche - Chapitre 112 : La vivacité d'esprit de Kai - Chapitre 113 : De la fumée et des chaînes - Chapitre 114 : Mettons-y fin                                           |                  |                   |                   |                   |
| 14 | 6 mai 2021       | 978-4-06-523348-1 | 14 avril 2022     | 978-2-38-071303-9 |
| Liste des chapitres : - Chapitre 115 : Merci infiniment - Chapitre 116 : Punition divine - Chapitre 117 : Ses véritables intentions - Chapitre 118 : Le début des festivités - Chapitre 119 : L'avènement de l'ogamimé - Chapitre 120 : Pardon - Chapitre 121 : Une liberté conservée - Chapitre 122 : Retour à la maison - Chapitre 123 : Les combles                                                                          |                  |                   |                   |                   |
| 15 | 5 août 2021      | 978-4-06-524355-8 | 18 août 2022      | 978-2-38-071304-6 |
| Liste des chapitres : - Chapitre 124 : Je dois le tuer - Chapitre 125 : Je le sais bien - Chapitre 126 : Un second tir - Chapitre 127 : La guerre est déclarée ! - Chapitre 128 : Chasse à l'homme - Chapitre 129 : Tenter le tout pour le tout - Chapitre 130 : Une famille - Chapitre 131 : Plus qu'un ! - Chapitre 132 : À mon tour, cette fois                                                                              |                  |                   |                   |                   |
| 16 | 5 novembre 2021  | 978-4-06-525840-8 | 8 décembre 2022   | 978-2-38-071305-3 |
| Liste des chapitres : - Chapitre 133 : Kochô et Kasen - Chapitre 134 : Une bille de pachinko ? - Chapitre 135 : Le dépôt d'armes - Chapitre 136 : Mettre en place une stratégie - Chapitre 137 : Chapeau, père ! - Chapitre 138 : Tatsumi Satake - Chapitre 139 : Le piège - Chapitre 140 : 107... - Chapitre 141 : La valeur d'une vie                                                                                         |                  |                   |                   |                   |
| 17 | 4 février 2022   | 978-4-06-526783-7 | 17 août 2023      | 979-1-04-201321-9 |
| Liste des chapitres : - Chapitre 142 : La fin du monde - Chapitre 143 : Crime et décision - Chapitre 144 : Expiation - Chapitre 145 : La bataille commence - Chapitre 146 : Tête-à-tête - Chapitre 147 : Tetsuo Tosu - Chapitre 148 : Tu as gagné - Chapitre 149 : Je vous aime - Chapitre 150 : Être une famille |                  |                   |                   |                   |
| 18 | 6 octobre 2022   | 978-4-06-529426-0 | 11 janvier 2024   | 979-1-04-201393-6 |
| Liste des chapitres : - Chapitre 151 : Sept ans plus tard - Chapitre 152 : Akira et Reika - Chapitre 153 : Le suspect - Chapitre 154 : À la poursuite du véritable coupable - Chapitre 155 : Le numéro caché - Chapitre 156 : La maison brûle - Chapitre 157 : Provocation - Chapitre 158 : L'appât |                  |                   |                   |                   |
| 19 | 6 janvier 2023   | 978-4-06-530380-1 | 11 avril 2024     | 979-1-04-201409-4 |
| Liste des chapitres : - Chapitre 159 : Secret - Chapitre 160 : Les dernières pièces du puzzle - Chapitre 161 : La situation actuelle au village - Chapitre 162 : Une lettre énigmatique - Chapitre 163 : Ce père que je ne connais pas - Chapitre 164 : Des traces de pas - Chapitre 165 : Nouvelle visite - Chapitre 166 : Kie Tosu                                                                                            |                  |                   |                   |                   |
| 20 | 6 avril 2023     | 978-4-06-531351-0 | 4 juillet 2024    | 979-1-04-201442-1 |
| Liste des chapitres : - Chapitre 167 : Le défi de Kubo - Chapitre 168 : La détermination de Reika - Chapitre 169 : Stella's Mansion - Chapitre 170 : L'instinct du détective et l'intuition de la fille - Chapitre 171 : La flic qui plaquait les hommes au mur - Chapitre 172 : Un compte à rebours ? - Chapitre 173 : Le point « 0 » - Chapitre 174 : La résolution de Kasen                                                  |                  |                   |                   |                   |
| 21 | 6 juin 2023      | 978-4-06-532028-0 | 10 octobre 2024   | 979-1-04-201474-2 |
| 22 | 6 septembre 2023 | 978-4-06-533055-5 | 9 janvier 2025    | 979-1-04-201890-0 |
| 23 | 6 février 2024   | 978-4-06-534297-8 | 10 avril 2025     | 979-1-04-201891-7 |
| 24 | 5 avril 2024     | 978-4-06-535246-5 | 3 juillet 2025    | 979-1-04-201892-4 |
| 25 | 5 juillet 2024   | 978-4-06-536275-4 | 9 octobre 2025    | 979-1-04-201893-1 |
| 26 | 4 octobre 2024   | 978-4-06-537256-2 |                   |                   |

## Anime
L'adaptation en anime est annoncée en juin 2022. Elle est réalisée au sein du studio Tezuka Productions par Takashi Kamei, sur un scénario de Kōhei Kiyasu, un character design de Masatsune Noguchi et des compositions de Kenji Kawai. La série est diffusée du 6 avril 2023 au 18 juin 2023 sur Tokyo MX et BS NTV au Japon et en simulcast sur Crunchyroll.
Chiai Fujikawa (ja) interprète le générique de début intitulé Ai no Uta (愛の歌, litt. « Chanson d'amour »), tandis que Dizzy Sunfist interprète le générique de fin intitulé Decided.

### Liste des épisodes
| No | Titre français                           | Titre japonais    | Titre japonais                | Date de 1re diffusion |
| No | Titre français                           | Kanji             | Rōmaji                        | Date de 1re diffusion |
| -- | ---------------------------------------- | ----------------- | ----------------------------- | --------------------- |
| 1  | À partir d'aujourd'hui, je suis un tueur | 今日から殺人鬼    | Kyō kara satsujin-ki          | 2 avril 2023          |
| 2  | Vingt ans de travail d'équipe            | 20年目の共同作業  | Nijūnenme no kyōdō sagyō      | 9 avril 2023          |
| 3  | Le chemin de la vérité                   | 正解への道        | Seikai e no michi             | 16 avril 2023         |
| 4  | Un monde de violence                     | 暴力の世界        | Bōryoku no sekai              | 23 avril 2023         |
| 5  | Du bonheur ?                             | 幸せ？            | Shiawase?                     | 30 avril 2023         |
| 6  | L'hospitalité selon Kasen                | 歌仙流おもてなし  | Kasen-ryū omotenashi          | 7 mai 2023            |
| 7  | Entre mères                              | 母と母            | Haha to haha                  | 14 mai 2023           |
| 8  | La toile d'araignée                      | 蜘蛛の糸          | Kumo no ito                   | 21 mai 2023           |
| 9  | Le jour fatidique                        | 運命の日          | Unmei no hi                   | 28 mai 2023           |
| 10 | L'effet papillon                         | 僕がした1つのこと | Boku ga shita hitotsu no koto | 4 juin 2023           |
| 11 | Entre pères                              | 父親              | Chichioya                     | 11 juin 2023          |
| 12 | Le bonheur de l'instant présent          | 今の幸せ          | Ima no shiawase               | 18 juin 2023          |

## Réception
En juin 2022, le manga avait plus de 2 millions d'exemplaires en circulation.
Erwan Lafleuriel du site IGN qualifie le premier tome de My Home Hero de « thriller très efficace » et le compare avec la série télévisée américaine Breaking Bad pour ses situations, son rythme et son déroulement.